# José Antonio Manchado Lozano
José Antonio Manchado Lozano (Calvià, 9 de febrer de 1953) és un enginyer i polític mallorquí, senador per Mallorca en la X legislatura.
Enginyer de Telecomunicacions per la Universitat Politècnica de Barcelona, ha treballat com a professor de tecnologia en ESO y FP en la cooperativa d'ensenyament Es Liceu.
Simultàniament ha militat al PSIB-PSOE, amb el que fou elegit regidor de l'ajuntament de Calvià i portaveu del grup municipal socialista a les eleccions municipals espanyoles de 1995, 1999, 2003 i 2007. De 2007 a 2011 també fou Director General de Tecnologia i Comunicacions del Govern de les Illes Balears.
A les eleccions generals espanyoles de 2011 fou escollit senador per Mallorca. Has estat Secretari Segon de la Comissió d'Indústria, Energia i Turisme i Portaveu de la Comissió d'Economia i Competitivitat.